# 栃木市消防本部
栃木市消防本部（とちぎししょうぼうほんぶ）は、栃木県栃木市の消防部局（消防本部）である。栃木市消防署が併設されている。現在の栃木市消防本部は2011年10月1日に発足したものである。なお、1949年から1971年まで同名の消防本部が旧・栃木市に存在した。

## 概要
- 消防本部:栃木県栃木市平柳町1丁目34番5号
- 管内面積:284.83km2
- 職員定数:170人
- 消防署1か所、分署5か所
- 主力機械（平成31年4月1日現在）
  - 普通消防ポンプ自動車:5台
  - 災害対応特殊消防ポンプ自動車:1台
  - 水槽付消防ポンプ自動車:4台
  - 災害対応特殊水槽付消防ポンプ自動車:1台
  - 化学消防ポンプ自動車:2台
  - 救助工作車:1台
  - 梯子付消防自動車:1台
  - 災害支援車:1台
  - 高規格救急自動車:6台
  - 災害対応特殊救急自動車:2台
  - 指揮車:1台

## 沿革
出典：
- 1949年8月 旧・栃木市に栃木市消防本部が設置される。
- 1953年7月 栃木市消防署が設置される。
- 1970年5月 栃木市平柳町1丁目34番5号に消防本部と栃木市消防署が移転する。
- 1970年7月 旧・栃木市、下都賀郡大平町、下都賀郡藤岡町、下都賀郡都賀町、下都賀郡岩舟町、上都賀郡西方村の1市4町1村による栃木地区広域行政事務組合が発足
- 1971年4月 旧・栃木市、大平町、藤岡町、都賀町、西方村の1市3町1村による栃木地区広域消防組合が発足したことに伴い、栃木地区広域消防組合消防本部が設置され、栃木市消防署が栃木消防署に改称する。藤岡分署が設置される。
  - 栃木地区広域行政事務組合に参加した岩舟町は栃木地区広域消防組合には参加せず、1973年4月に旧・佐野市、安蘇郡田沼町、安蘇郡葛生町とともに佐野地区広域消防組合を設立。なお、旧・佐野市、田沼町、葛生町は2005年2月に新設合併し佐野市となったため佐野地区広域消防組合の構成市町は佐野市、岩舟町の1市1町となっている。
  - 西方村は1994年10月に町制施行し西方町になる。
- 1972年4月 大平分署庁舎、都賀分遣所、西方分遣所が落成する。
- 1976年4月 栃木地区広域行政事務組合が複合化して発足したことに伴い、栃木地区広域行政事務組合消防本部が設置される。 
  - 岩舟町は栃木地区広域行政事務組合に参加していたが、前述の通り佐野地区広域消防組合の管轄となっていたため栃木地区広域行政事務組合消防本部の管轄外となっていた。
- 1996年10月 都賀分遣所が都賀分署に、西方分遣所が西方分署に昇格する。
- 2002年9月 消防本部が移転する。
- 2005年2月 栃木消防署に高機能消防指令センターが設置される。
- 2010年3月 旧・栃木市、大平町、藤岡町、都賀町が新設合併し現在の栃木市が発足したことにより、栃木地区広域行政事務組合の構成市町が栃木市、岩舟町、西方町の1市2町になる。
- 2011年10月 西方町が栃木市に編入合併したことに伴い、消防に関する事務が栃木地区広域行政事務組合から栃木市に移管され、栃木市消防本部が設置される。栃木消防署が栃木市消防署に改称する。
- 2014年4月 同月4月5日の岩舟町の栃木市への編入合併に伴い、合併に先行して4月1日から岩舟町の消防事務の管轄が佐野地区広域消防組合（同年3月31日解散）から栃木市消防本部に変更される。管轄変更に伴い、佐野消防署東分署が栃木市消防署岩舟分署に改称する。

## 組織
- 栃木市消防本部
  - 消防総務課 - 消防総務係、消防団係
  - 予防課 - 予防係、危険物係
  - 警防課 - 警防係、救急管理係
  - 通信指令課 - 指令第1係、指令第2係
  - 栃木市消防署
    - 消防第1課 - 消防係、救急係
    - 消防第2課 - 消防係、救急係
    - 藤岡分署 - 第1係、第2係
    - 大平分署 - 第1係、第2係
    - 都賀分署 - 第1係、第2係
    - 西方分署 - 第1係、第2係
    - 岩舟分署 - 第1係、第2係

## 消防署
出典：
| 消防署       | 所在地                   | 分署     | 分署建物 | 所在地                 |
| ------------ | ------------------------ | -------- | -------- | ---------------------- |
| 栃木市消防署 | 栃木市平柳町1丁目34番5号 | 藤岡分署 |          | 栃木市藤岡町藤岡81-2   |
| 栃木市消防署 | 栃木市平柳町1丁目34番5号 | 大平分署 |          | 栃木市大平町蔵井2001-2 |
| 栃木市消防署 | 栃木市平柳町1丁目34番5号 | 都賀分署 |          | 栃木市都賀町大柿1529   |
| 栃木市消防署 | 栃木市平柳町1丁目34番5号 | 西方分署 |          | 栃木市西方町金井293    |
| 栃木市消防署 | 栃木市平柳町1丁目34番5号 | 岩舟分署 |          | 栃木市岩舟町静5133-1   |